# ویل شو
ویل شو (چینی: 許子祥; پهوزی: Khó͘ Chú-siông؛ زادهٔ دسامبر ۱۹۷۹ (۴۵ سال)) کارآفرین بریتانیایی آمریکایی است، که در سال ۲۰۱۳ شرکت دلیورو را تأسیس کرد.